# Мет Гала
Мет Гала, званично назван Добротворни бал Института за костиме (енгл. Met Gala; Costume Institute Benefit), је годишњи фестивал високе моде који се организује у корист Института за костиме Метрополитен музеја уметности на Менхетну. Мет Гала се популарно сматра најпрестижнијим и најгламурознијим модним догађајем на свету. Присутнима се пружа прилика да изразе себе кроз моду, често креирајући раскошне и веома медијски пропраћене одеће инспирисане темом вечери и ширим културним контекстом. Овај догађај је познат као „највећа ноћ моде“, где „висока мода укршта историју да би створила врхунски културни тренутак – све у име уметности“;  а позивница за учешће је веома тражена. Личности које се сматрају културно релевантним за савремено друштво у различитим професионалним сферама, укључујући моду, филм, телевизију, музику, позориште, бизнис, спорт, друштвене мреже и политику, позивају се да присуствују Мет Гали, коју организује коју организује модни магазин Вог.
Гала је догађај који се одржава сваке године првог понедељка у мају, обележавајући отварање годишње модне изложбе Института за костиме на Горњој источној страни Менхетна. Многи од присутних налазе се на насловницама и страницама Вога. Сваки догађај слави одређену тему изложбе Института за костиме, која одређује тон за свечано облачење те вечери.
Очекује се да гости осмисле своје модне изразе у складу са темом годишње изложбе, обично у високој моди. Извршна директорка моде Ана Винтур, која је главна уредница Вога, председавала је или била супредседавајућа Мет Гале од 1995. године, изузев Мет Гале 1996. године, којом је председавала њена наследница у британском Вогу, Лиз Тилберис, која је присуствовала са својом пријатељицом Дајаном, принцезом од Велса. Током времена, Мет Гала је прерастао оквире њујоршког модног центра и постао све више глобални и разноврснији у својој перспективи и обухвату.
Цена улазнице за један билет за Мет Галу порасла је на 75.000 долара у 2024. години, што је повећање у односу на 50.000 долара из 2023. године. Софтверска компанија Launchmetrics утврдила је да је Мет Гала 2023. године генерисала скоро дупло већу „вредност медијског утицаја“ (монетарну вредност остварену публицитетом) за брендове у односу на Супербоул, у износу од 995 милиона долара. У 2024. години тај износ је порастао на 1,4 милијарде долара.

## Спољни линкови
- Званична веб страница